# Receptor sintético antigénico de linfocitos T
El receptor sintético antigénico de linfocitos T, conocido en inglés como synthetic T cell receptor and antigen receptor (receptor STAR, en lo sucesivo) es un receptor quimérico generado mediante la fusión de los dominios variables de anticuerpos con los dominios constantes (cadenas α y β) del receptor de linfocitos T. Los receptores STAR fueron, en primera instancia, propuestos por Yoshihisa Kuwana en 1987 como una forma de dotar a las células T con la capacidad de reconocer antígenos que no habían sido procesados por el complejo mayor de histocompabilidad. De esta forma, la fusión de fragmentos de anticuerpos específicos con las cadenas constantes de un receptor de células T de origen murino consiguió la activación de células T ante haptenos. Este receptor quimérico puede expresarse porque, tras la transducción
 o transfección de las cadenas quiméricas α y β, se produce una asociación espontánea con los demás componentes del receptor de linfocitos T, lo que incluye las cadenas δ, γ y ε. 
Posteriormente, los inmunólogos israelíes Zelig Eshhar y Gideon Cross replicaron los hallazgos de Kuwana. Aunque el concepto no ha sido estudiado en comparación con los receptores de antígenos quiméricos de cadena sencilla, en años pasados ha resurgido el interés por los receptores STAR. Esto se debe a que, puesto que se asocian con las cadenas nativas del receptor de células T, podrían mejorar la sensibilidad de los linfocitos T a la densidad antigénica, lo que sería valioso en el contexto de la inmunoterapia.